# Херероленд
Херероленд се нарича бивш бантустан в Югозападна Африка (днешна Намибия) създаден през 1970 г. от проапартейдското правителство с цел управлението на местните жители от племето хереро. Основаването на бантустана е решено през 1968 г., но едва след две години то влиза в сила.
Площта на бантустана е 58 997 km2, а населението наброявало около 44 000 души. Административен център е бил град Окаханджа.
Херероленд подобно на останалите девет бантустана в Югозападна Африка е закрит през май 1989 г. успоредно с обявяване на независимостта на Намбия.